# Macrus filiventris
Macrus filiventris är en stekelart som beskrevs av Johann Ludwig Christian Gravenhorst 1829. Macrus filiventris ingår i släktet Macrus och familjen brokparasitsteklar. Inga underarter finns listade i Catalogue of Life.